# Amblypharyngodon chulabhornae
Amblypharyngodon chulabhornae е вид лъчеперка от семейство Шаранови (Cyprinidae). Видът е незастрашен от изчезване.

## Разпространение
Разпространен е във Виетнам, Камбоджа, Лаос и Тайланд.

## Описание
На дължина достигат до 4 cm.
Популацията на вида е намаляваща.